# پیراحمدلو (کلیبر)
پیراحمدلو یکی از روستاهای استان آذربایجان شرقی است که در دهستان قشلاق بخش آبش‌احمد شهرستان کلیبر واقع شده‌است.